# 寺村山川
寺村 山川（てらむら さんせん、生没年不詳）は、江戸時代前期の武士、俳人。通称は弥右衛門。

## 経歴・人物
伊勢津藩士で、宝井其角の門人。